# Palatica
Palatica (makedonsky: Палатица, albánsky: Pallaticë) je vesnice v Severní Makedonii. Nachází se v opštině Želino v Položském regionu.

## Geografie
Palatica se nachází v oblasti Položská kotlina. Okolními vesnicemi jsou Sarakino, Ozormište a Treboš, se kterými je téměř sloučená. Obec je rovinatá a leží v blízkosti města Tetovo.

## Demografie
Podle sčítání lidu z roku 2021 žije ve vesnici 1 432 obyvatel, většina se hlásí k albánské národnosti.
| Rok          | 1900 | 1948 | 1953 | 1961 | 1971 | 1981 | 1994 | 2002 | 2021 |
| ------------ | ---- | ---- | ---- | ---- | ---- | ---- | ---- | ---- | ---- |
| Obyvatelstvo | 16   | 189  | 274  | 410  | 750  | 1703 | 1926 | 2516 | 1432 |